# Particella virtuale
In fisica, una particella virtuale (o eccitazione virtuale di un campo quantistico) è una manifestazione temporanea della carica di una particella durante un processo di scattering. In altre parole è una particella che ha delle limitazioni imposte dalla relazione di indeterminazione energia-tempo e che non ha modo di ottenere l'invarianza relativistica nello spazio-tempo, ovvero l'energia che può avere non è legata ai possibili valori di impulso (si dice che la particella è off-shell).
Altra caratteristica di queste particelle (nel caso di massa nulla) è che non hanno neppure modo di perdere la componente trasversale della polarizzazione. Come le particelle reali esse rispettano però il teorema spin-statistica. Una particella virtuale dunque esiste limitatamente, nello spazio o nel tempo, introducendo delle perturbazioni (o fluttuazioni quantistiche) nella posizione e nell'impulso di una particella reale, secondo il principio di indeterminazione di Heisenberg. Le particelle virtuali obbediscono alle leggi di conservazione di energia, impulso, carica e momento angolare. 
Le particelle virtuali sono responsabili, tra le altre cose, dell'energia del vuoto, dello spostamento di Lamb, della polarizzazione del vuoto, dell'effetto Casimir, dell'emissione spontanea, della forza di van der Waals e, in via ipotetica, della radiazione di Hawking. Inoltre, in base all'emissione da parte di una carica elettrica di particelle virtuali, che hanno la funzione di "creare" il campo, è possibile dedurre la forma del campo elettrico, del campo di Yukawa e del campo gluonico. A differenza delle particelle reali esse non possono essere osservate direttamente, ma se ne possono notare gli effetti e sono importanti per l'unitarietà dell'evoluzione temporale. Per queste ragioni nei diagrammi di Feynman le particelle virtuali compaiono solo negli stadi intermedi, ovvero sono rappresentate da linee interne. Non compaiono mai quindi come stati asintotici (iniziale e finale) della matrice S.